# Copia (divinità)
Copia (in latino Copia) è una divinità romana che personifica l'abbondanza.
Veniva identificata dai Romani con la capra Amaltea che allattò Zeus col proprio latte.